# Camp de l'Arpa (metrostation)
Camp de l'Arpa is een metrostation van de Metro van Barcelona en wordt aangedaan door lijn 5. Het is genoemd naar de buurt met dezelfde naam in het district Sant Martí.
Het station ligt onder Carrer de la Indústria tussen Passeig Maragall en Carrer de Guinardó. Het is geopend in 1970 toen lijn 5 uit werd gebreid van Diagonal tot La Sagrera. Het station droeg toen de Spaanse naam Campo del Arpa. In 1982, als de namen van alle metrostations in het Catalaans om worden gezet, krijgt het zijn huidige naam.
Dit zijperronstation heeft een kaartverkoop aan elke kant, elk met een ingang, aan de Carrer Indústria en Passeig Maragall. In de toegangshal bij de laatstgenoemde ingang zit een klein barretje.